# Heinz Petruo
Heinz Petruo (Berlino, 11 giugno 1918 – Coburgo, 12 novembre 2001) è stato un attore, doppiatore e conduttore radiofonico tedesco.

## Biografia
Durante la Seconda guerra mondiale fu fatto prigioniero dai sovietici e subi gravi ferite al volto, sfigurato si ritirò come attore per dedicarsi alla conduzione radiofonica e al doppiaggio.
Era padre di Thomas e nonno paterno di Vanessa.

## Filmografia
- Der Hauptmann und sein Held - regia di Max Nosseck (1955)
- Der Zinker - regia di Alfred Vohrer  (1963)
- Der Hund von Blackwood Castle - regia di Alfred Vohrer (1968)
- Germania pallida madre (Deutschland, bleiche Mutter) - regia di Helma Sanders-Brahms (1980)

## Doppiaggio
- Leslie Nielsen in L'avventura del Poseidon, Le strade di San Francisco, Kojak, Vega$, Love Boat
- Pietro Ceccarelli in Lo chiamavano Tresette... giocava sempre col morto
- Abe Vigoda in Il padrino
- Steven Berkoff in Arancia meccanica
- Leonard Harris in Taxi Driver
- James Earl Jones in Guerre stellari, L'Impero colpisce ancora, Il ritorno dello Jedi
- Miha Baloh in Tempesta alla frontiera
- Ferruccio Amendola in  Chissà perché... capitano tutte a me
- Ray Charles in The Blues Brothers - I fratelli Blues
- Peter Graves in L'aereo più pazzo del mondo
- Ricardo Montalbán in Star Trek II - L'ira di Khan
- Jason Robards in Parenti, amici e tanti guai
- Robert Loggia in Charlie's Angels
- Leonard McCoy in Star Trek